# Навоев, Николай Павлович
Николай Павлович Навоев (серб. Никола Навојев, 8 декабря 1913, Санкт-Петербург — 9 ноября 1940, Белград) — художник комиксов в королевстве Югославия.
Он автор таких графических романов как «Зигомар», «Тарцанета», «Тарас Бульба», «Челюскинцы», «Маленький Юнга» и др.

## Биография
Николай Навоев родился в семье штабс-капитана Павла Навоева — художника и военного репортера в ставке императора Николая II. В 1920-м, вместе с матерью эмигрирует в Белград.
Около 1920 эвакуировался с родителями в Королевство сербов, хорватов и словенцев. В 1933 окончил русско-сербскую гимназию в Белграде.  Один из самых плодовитых художников комикса. Ведущий художник журнала «Микиево царство» - второго, после журнала «Мика Миш», крупнейшего комикс-журнал на Балканах, создателем которого был бывший редактор журнала «Мика Миш» Милутин С. Игнячевич. Сценаристом комиксов Навоева (за исключением первых комиксов в журнале «Стрип») был серб Бранко Видич. Умер в возрасте двадцати семи лет от туберкулеза. Похоронен на Новом кладбище в Белграде.

## Работы
Журнал «Стрип»
- История Абиссинской династии (Историја Абисинске династије), 1935.
- Нашел ли Маркус Америку (Да ли је Маркус пронашао Америку), 1935/36.
- Охотники орхидей смерти (Ловци орхидеја смрти), 1935/36.
- Приключения детектива Рида (Доживљаји детектива Рида), 1935.
- Великий комбинатор Бендер (Велики комбинатор Бендер), 1935/36.
- Тарцанета, 1936.
- Черные крылья острова на Амазонке (Црна крила на острву Амазона), 1936.
- Война под землей (Рат под земљом), 1936.
- Тайна гробницы фараона (Тајна гробнице једног фараона), 1936.
- Современные пираты (Модерни гусари), 1936.
- Белый вождь краснокожих (Бели вођа црвенокожаца), 1936.

Журнал «Робинзон»
- Атлантида, 1936.
- Индусы — бунт в джунглях (Индуси — побуна у џунгли), 1936.
- Тарас Бульба (Тарас Буљба), 1936. не закончена

Журнал «Мика Миш»
- Коралловый остров (Корално острво), 1936.
- Голубой бриллиант (Плави дијамант), 1936.
- Сын Гайдука (Хајдуков син), 1936.
- Покорители Северного полюса (Освајачи северног пола), 1936.
- Похищение прекрасной турчанки (Отмица лепе Туркиње), 1936.
- Маленький юнга (Мали морепловац), 1938–1939.
- Одноглазый пират (Једнооки пират), 1939.

Журнал «Микијево царство»
- Комнен Байрактар (Комнен Барјактар), 1939.
- Молодой Бартуло (Млади Бартуло), 1939–1940.
- Две сиротки (Две сиротице), 1939–1940.
- Зигомар, 1939–1941. Продолжение серии Драган Савич
- Тарас Бульба (Тарас Буљба), 1939–1940. Новая версия
- Белая сестра (Бела сестра), 1940.
- Рыцарь Буридан (Витез Буридан), 1940.
- Женитьба Максима Чарноевича (Женидба Максима Црнојевића), 1940.
- Челюскинцы (Чељускинци), 1940.
- Миньон (Мињон), 1940.
- Смерть Смаил Аги–Ченгича (Смрт Смаил Аге Ченгића), 1940.
- Оковы прошлого (Окови прошлости), 1940/41. Продолжение серии Иван Шеншин.

## Галерея

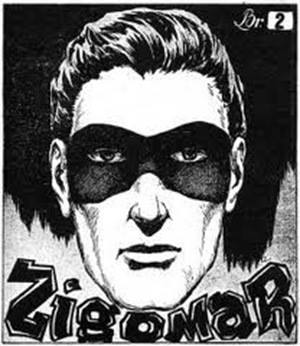
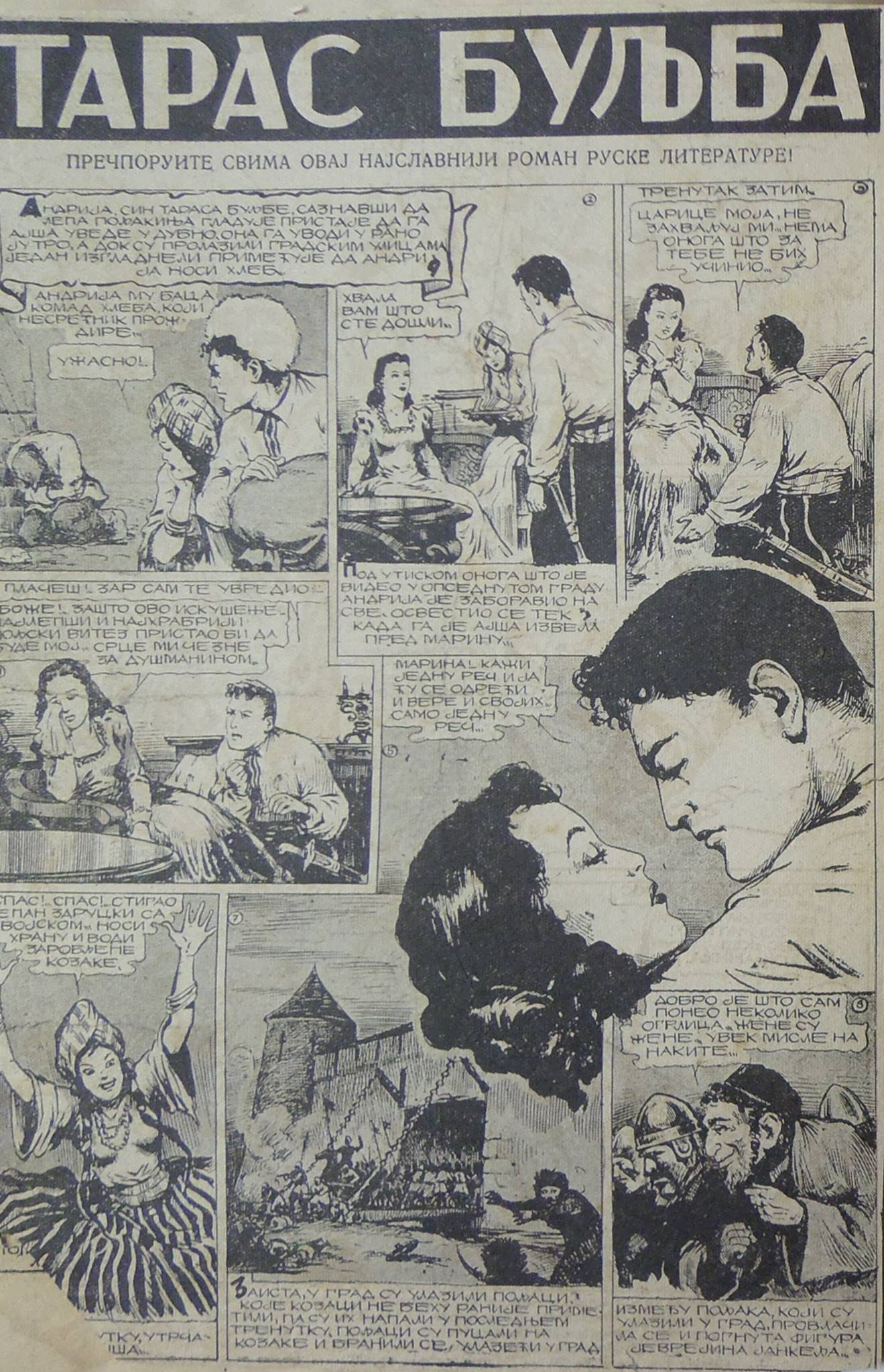
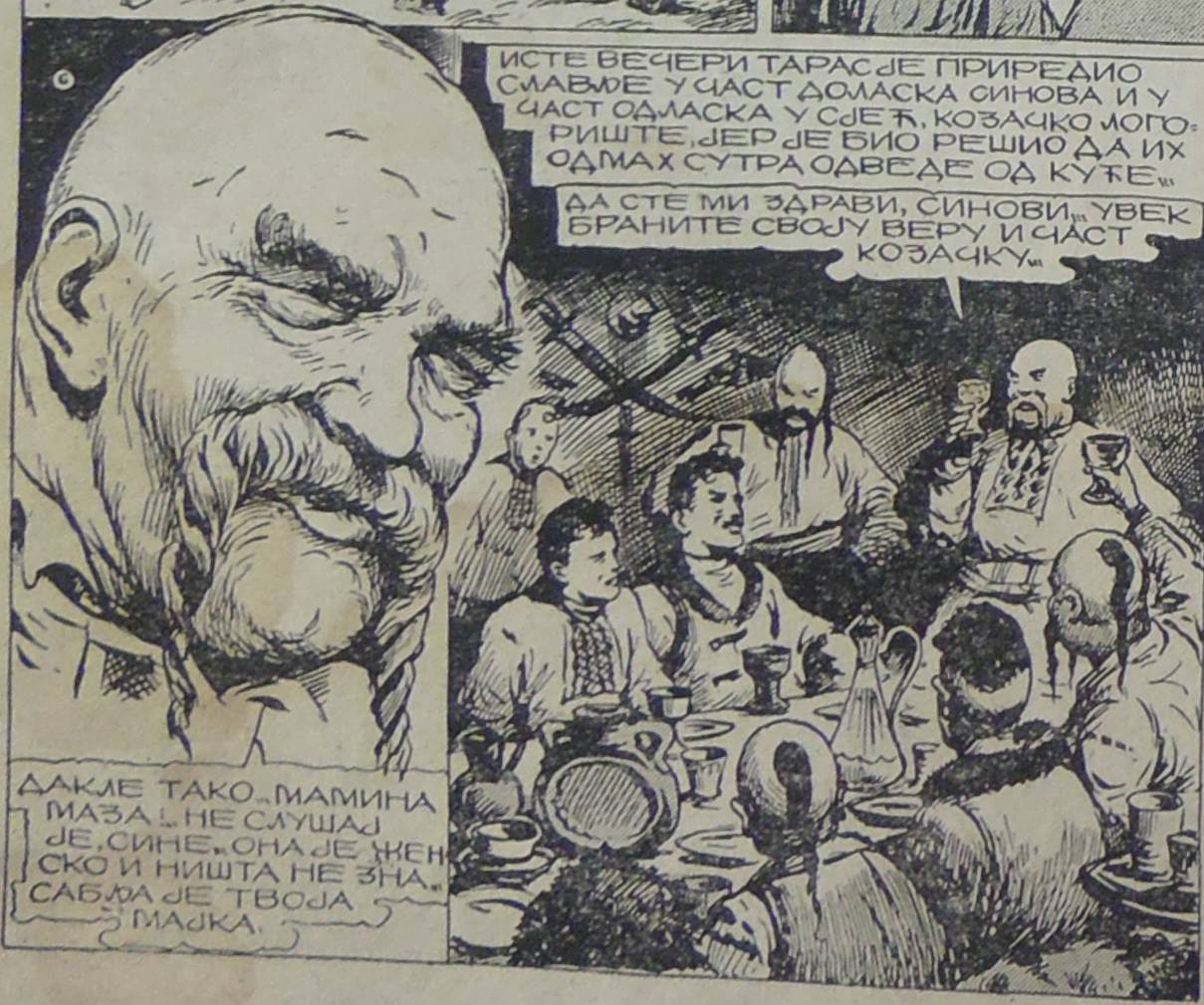
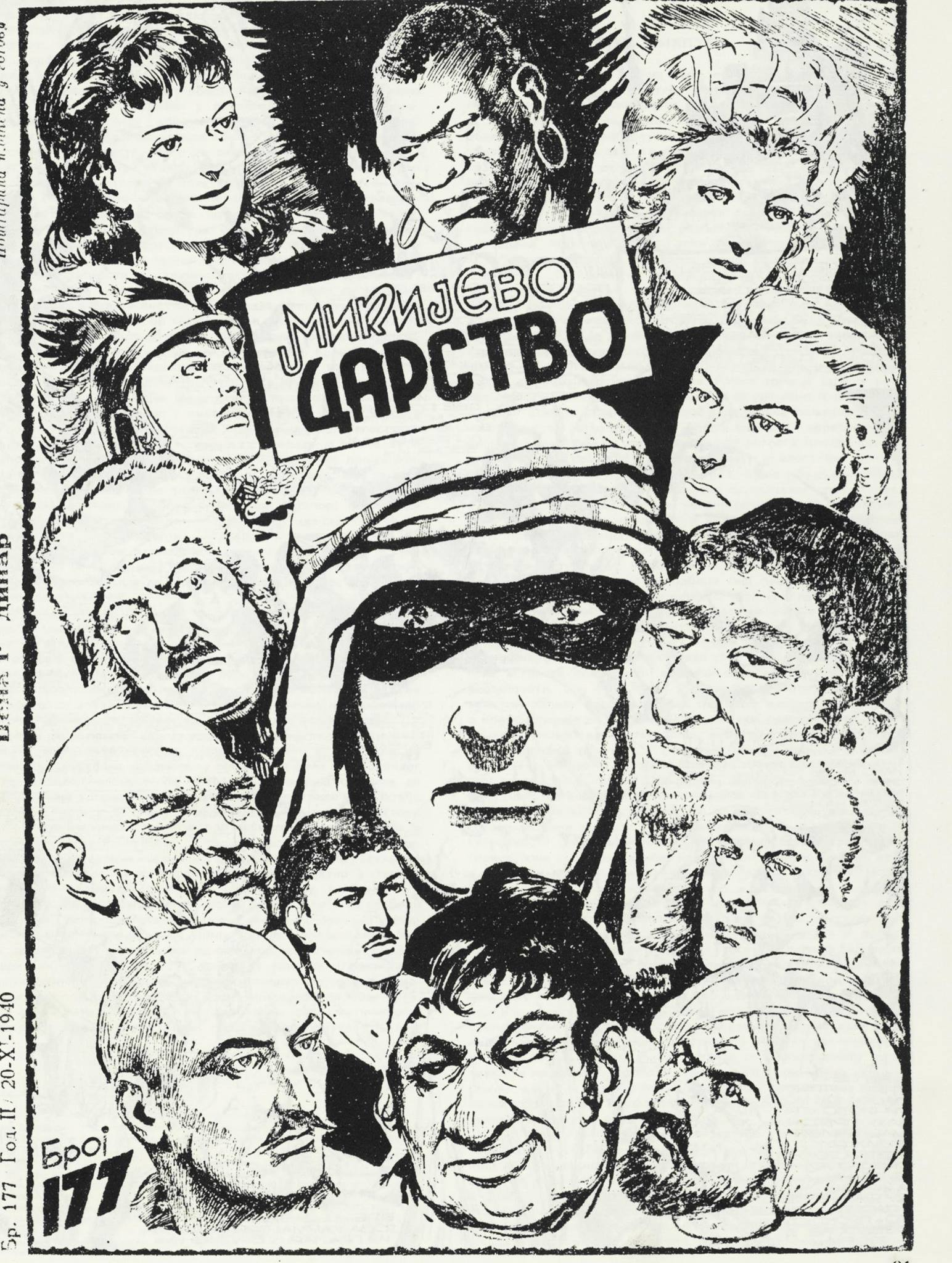
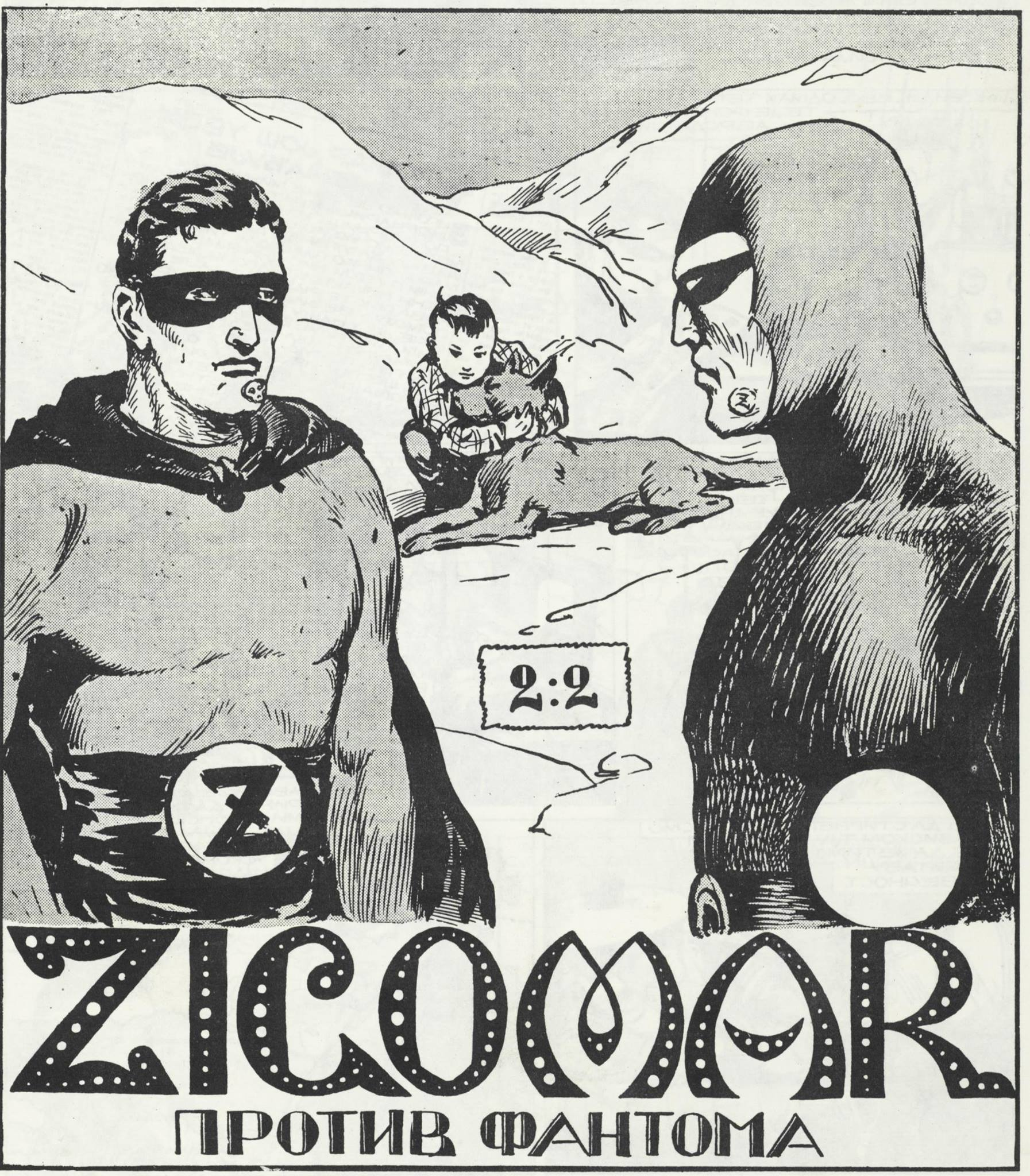